# Cnidoscolus rotundifolius
Cnidoscolus rotundifolius är en törelväxtart som först beskrevs av Johannes Müller Argoviensis, och fick sitt nu gällande namn av Mcvaugh. Cnidoscolus rotundifolius ingår i släktet Cnidoscolus och familjen törelväxter. Inga underarter finns listade i Catalogue of Life.